# Peter Haag (Politiker)
Peter Haag (* 25. Februar 1973 in Wil SG) ist ein parteiloser Schweizer Politiker.

## Leben und Wirken
Haag stammt aus einer Unternehmerfamilie und wuchs als zweitältestes von drei Kindern in Schwarzenbach auf. Er besuchte nach seiner Grundschulzeit in Schwarzenbach die Sekundarschule in Wil und absolvierte im Anschluss eine Ausbildung zum Elektromonteur. Zeitgleich lernte er an der Berufsmaturitätsschule in St. Gallen. Ab 1993 besuchte Haag die Rekrutenschule der Übermittlungstruppen der Schweizer Armee und wurde später Kommandant des Führungsunterstützungsbataillons 7. Zuletzt hatte er bis Mai 2011 den Rang eines Oberstleutnants. Nach seiner aktiven Zeit dort wurde er Ausbildungschef beim Amt für Militär- und Zivilschutz des Kantons St. Gallen. Dort war Haag verantwortlich für die Ausbildung von Angehörigen des Zivilschutzes des Kantons St. Gallen. Seit 1. August 2019 ist Peter Haag Schulleiter an der Musikschule Toggenburg.
Im Mai 2000 wurde Haag erstmals Mitglied des Kantonsrates St. Gallen. 2004 wurde er im Amt bestätigt und erneut Kantonsrat, musste aber am 20. Juli 2004 aus beruflichen Gründen sein Amt niederlegen. Am 24. November 2014 rückte er für das zurückgetretene Mitglied Max Rombach nach und wurde erneut Mitglied des Kantonsrates. Bei der Wahl 2016 konnte er seinen Sitz verteidigen. Von Juni 2015 bis Juni 2016 war er Mitglied im Präsidium des Kantonsrates. Im Kantonsrat war er Mitglied der Parlamentarischen Interessensgruppen "Sicherheit", "Grund- und Hauseigentum", sowie "Sport". Ebenso ist er Mitglied der ständigen parlamentarischen Kommissionen "Rechtspflegekommission" und "Redaktionskommission".
Bei den Erneuerungswahlen 2020 musste die SVP-Liste zu Gunsten der GLP einen Sitz abgeben. Haag wurde als Kandidat auf dem ersten Ersatzplatz knapp nicht wiedergewählt.
Bei den Kommunalwahlen im Herbst 2020 wurde Peter Haag als Schulratspräsident der Schulen Schwarzenbach-Jonschwil mit über 90 % aller gültigen Stimmen gewählt. Seither sitzt er von Amtes wegen zugleich im Gemeinderat der politischen Gemeinde Jonschwil.
Haag war von 2009 bis 2021 Präsident der SVP-Ortsvereins Jonschwil-Schwarzenbach  2002 bis 2005 auch Kreispräsident der SVP des Wahlkreiseses Wil SG. Im gleichen Zeitraum war Mitglied des Kantonalvorstandes der Partei.
Nach 24-jähriger aktiver Parteiarbeit gab Haag am 15. September 2023 seinen sofortigen Austritt aus der SVP öffentlich bekannt. Er wird seine Arbeit als Schulratspräsident und Gemeinderat als Parteiloser weiterführen.
Haag lebt mit seiner Ehefrau und seinen zwei Kindern in Schwarzenbach SG.